# Manuel Basulto Jiménez

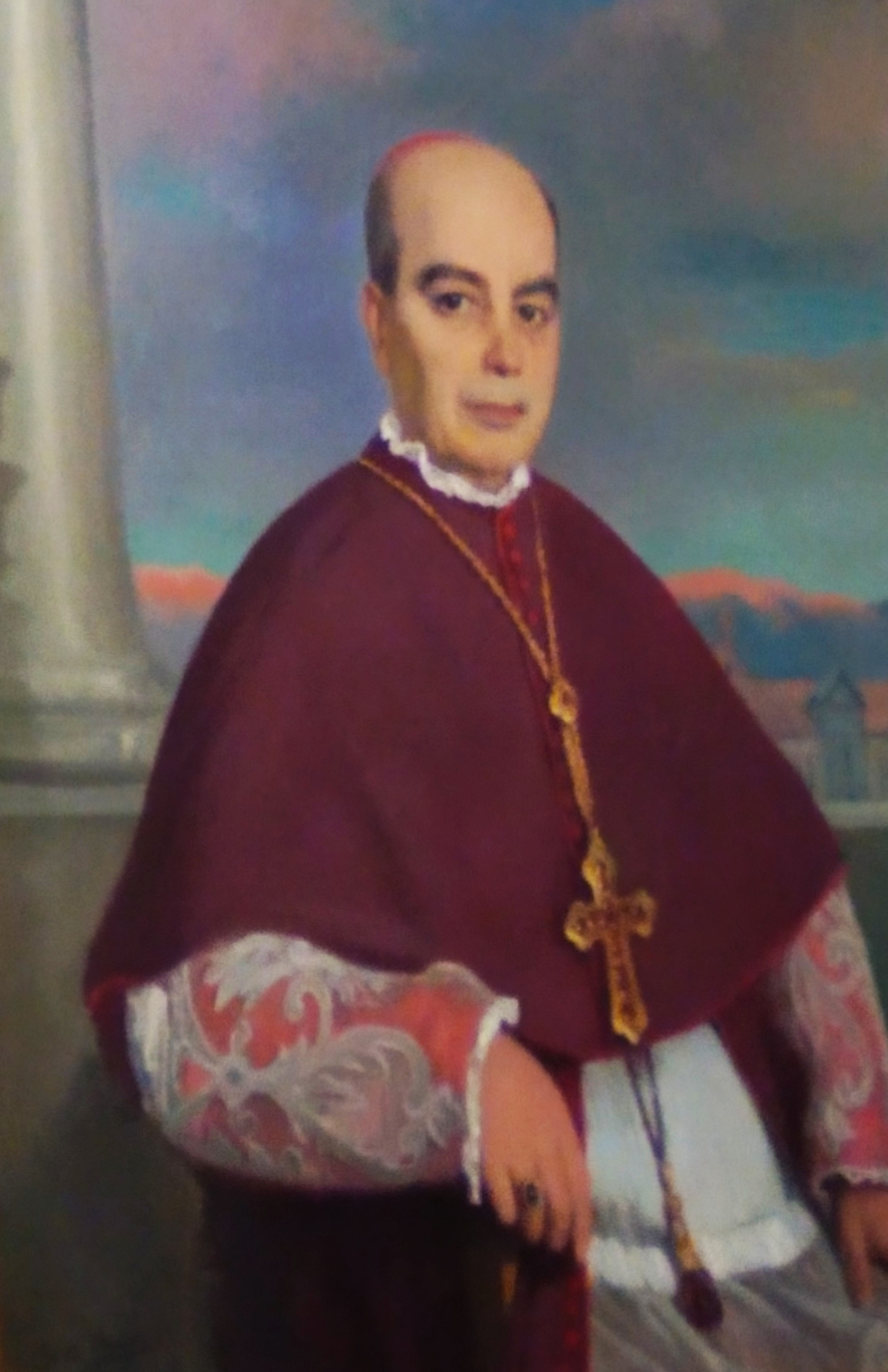
Manuel Basulto Jiménez, Porträt in der Kathedrale von Jaén

Manuel Basulto Jiménez (* 17. Mai 1869 in Adanero, Provinz Ávila; † 12. August 1936 in El Pozo del Tío Raimundo, Entrevías, Puente de Vallecas, Madrid) war ein spanischer Geistlicher und römisch-katholischer Bischof von Jaén. Er wurde während der Kirchenverfolgung durch die Zweite Spanische Republik ermordet. In der römisch-katholischen Kirche wird er als Märtyrer und Seliger verehrt.

## Leben
Manuel Basulto Jiménez empfing am 15. März 1893 das Sakrament der Priesterweihe für das Bistum Jaén.
Papst Pius X. ernannte ihn am 4. September 1909 Bischof von Lugo. Der Apostolische Nuntius in Spanien, Erzbischof Antonio Vico, spendete ihm am 16. Januar des folgenden Jahres die Bischofsweihe; Mitkonsekratoren waren Militärbischof Jaime Cardona y Tur und der Bischof von Madrid, José Maria Salvador y Barrera.
Papst Benedikt XV. ernannte ihn am 18. Dezember 1919 zum Bischof von Jaén.
Anfang August 1936 wurde Manuel Basulto Jiménez durch Anhänger der Republik verhaftet und am 11. August mit einem der sogenannten Todeszüge von Jaén abtransportiert. Der Zug wurde südlich des Madrider Stadtzentrums gestoppt und Manuel Basulto Jiménez, seine Schwester und fast 200 weitere Gefangene wurden durch linke Milizionäre ermordet.

## Seligsprechung
Das Bistum Jaén eröffnete im Jahr 1994 den diözesanen Informationsprozess, der vier Jahre später abgeschlossen wurde. 1999 wurden die Prozessakten für das weitere Verfahren an die Kongregation für die Selig- und Heiligsprechungsprozesse übergeben. Am 27. März 2013 bestätigte Papst Franziskus das Martyrium Manuel Basulto Jiménez’ und fünf weiterer Opfer der Kirchenverfolgung. Die Seligsprechung nahm der Kardinalpräfekt der Kongregation, Angelo Amato, am 13. Oktober 2013 in Tarragona vor.